# 임로
임로(任魯, 1755 ~ 1828년)는 조선 후기의 문신, 학자이다. 본관은 풍천이다.

## 개요
대사간 임종주(任宗周)의 아들이다. 아버지가 홍국영(洪國榮)에게 몰려 단천(端川)에서 죽자 벼슬을 버렸다. 이내 벼슬에 올라 서리(胥吏) 숙청, 토반(土班)의 횡포를 억제하였다. 암행어사(暗行御史)에게 무고하여 진천(鎭川)에 귀양갔다. 임성주(任聖周)의 문인으로 그의 주기론(主氣論)을 계승했다.

## 같이 보기
- 임종주
- 임성주